# Bărăi
Bărăi – wieś w Rumunii, w okręgu Kluż, w gminie Căianu. W 2011 roku liczyła 276 mieszkańców.